# 小行星5973
小行星5973（英語：5973 Takimoto）是一颗围绕太阳公转的小行星。1991年8月17日，大友哲在藤枝市发现了此天体。
这颗小行星的绝对星等为59.59890等。